# Lina Andersson
Lina Marie Andersson (Gällivare, 18 marzo 1981) è un'ex fondista svedese, vincitrice di varie medaglie olimpiche e iridate.

## Biografia
Originaria di Malmberget di Gällivare, in Coppa del Mondo esordì il 28 novembre 1998 a Muonio (52ª), ottenne il primo podio il 26 novembre 2000 a Beitostølen (3ª) e la prima vittoria il 5 marzo 2005 a Lahti.
In carriera prese parte a due edizione dei Giochi olimpici invernali, Salt Lake City 2002 (16ª nella 10 km, 28ª nella sprint, 39ª nell'inseguimento, 12ª nella staffetta) e Torino 2006 (33ª nella 10 km, non conclude la 30 km, 11ª nella sprint, 1ª nella sprint a squadre), e a cinque dei Campionati mondiali, vincendo tre medaglie.

## Palmarès

### Olimpiadi
- 1 medaglia:
  - 1 oro (sprint a squadre a Torino 2006)

### Mondiali
- 2 medaglie:
  - 2 argenti (sprint a Oberstdorf 2005; sprint a squadre a Liberec 2009)
  - 1 bronzo (staffetta a Liberec 2009)

### Mondiali juniores
- 3 medaglie:
  - 2 ori (5 km a Saalfelden 1999; 5 km a Szklarska Poręba 2001)
  - 1 argento (15 km a Szklarska Poręba 2001)

### Coppa del Mondo
- Miglior piazzamento in classifica generale: 15ª nel 2000, nel 2005 e nel 2006
- 16 podi (8 individuali, 8 a squadre[1]):
  - 3 vittorie (2 individuali, 1 a squadre)
  - 7 secondi posti (4 individuali, 3 a squadre)
  - 6 terzi posti (2 individuali, 4 a squadre)

#### Coppa del Mondo - vittorie
| Data            | Località | Nazione   | Spec.                                                                          |
| --------------- | -------- | --------- | ------------------------------------------------------------------------------ |
| 5 marzo 2005    | Lahti    | Finlandia | SP TL                                                                          |
| 8 gennaio 2006  | Otepää   | Estonia   | SP TC                                                                          |
| 4 febbraio 2007 | Davos    | Svizzera  | 4x5 km (con Anna-Karin Strömstedt, Charlotte Kalla e Britta Johansson Norgren) |

Legenda:

TC = tecnica classica

TL = tecnica libera

SP = sprint